# Asteroscopus
Asteroscopus – rodzaj motyli z rodziny sówkowatych.

## Morfologia
Motyle te osiągają do 48 mm rozpiętości skrzydeł. Mają dość małą głowę z krótką ssawką i płaskim czołem. Czułki samicy są gładkie, samca zaś grzebykowate. Szeroki tułów ma trochę wysklepioną stronę grzbietową. Skrzydła są popielate z mniej lub bardziej zaznaczonym odcieniem brunatnym, a czasem ze słabym niebieskim opyleniem. Odnóża są porośnięte gęstym owłosieniem. Odwłok jest obły i wydłużony.

## Ekologia i występowanie
Gąsienice są foliofagami. Żerują na różnych drzewach i krzewach liściastych.
Przedstawiciele rodzaju rozprzestrzenieni są na zachodzie krainy palearktycznej, od Półwyspu Iberyjskiego po Azję Zachodnią.

## Taksonomia
Takson ten wprowadził w 1828 roku Jean Baptiste Boisduval, wyznaczając jego gatunkiem typowym Bombyx cassinia, który okazał się być młodszym synonimem Phalaena sphinx. Również w 1828 roku James Francis Stephens wyznaczył Bombyx cassinia nowego rodzaju Petasia, zsynonimizowanego z Asteroscopus. Rodzaj Asteroscopus bywa przez część autorów traktowany jako synonim rodzaju Brachionycha.
Do rodzaju tego zalicza się dwa siostrzane gatunki:
- Asteroscopus sphinx (Hufnagel, 1766) – kremata lipówka
- Asteroscopus syriaca (Warren, 1910)